# Arya Maitreya Mandala
L’ Arya Maitreya Mandala (Sanskrit ārya maitreya maṇḍala आर्य मैत्रेय मण्डल) est une institution occidentale d’inspiration tibétaine. L’ordre enseigne les pratiques de différentes voies contemplatives. 

## Histoire
L’Arya Maitreya Mandala avait été fondé 1933 à Darjeeling par un Allemand, Ernst Lothar Hoffmann, plus connu sous le nom de Lama Anagarika Govinda. Il avait reçu l’ordination du Bouddhisme theravāda à Ceylan, avant de parcourir l’Himalaya et d’adhérer au bouddhisme tibétain. Govinda (1898-1985) s’installe à Almora en Inde du Nord où il vit pendant trois décennies. Dans les années 1960, il commence à voyager dans le monde et à donner des conférences sur le bouddhisme et l’Arya Maitreya Mandala. En Allemagne une extension de l'Arya Maitreya Mandala a été implantée en 1952 par Hans Ulrich Rieker, en Hongrie en 1953 par Ernő Hetényi.
Lama Anagarika Govinda nomma Karl-Heinz Gottmann, Armin Gottmann, Robert Janssen et Volker Zotz ses régents Vajra, fonction traditionnelle qui confère la responsabilité de poursuivre la tâche d'enseignement léguée par le maître.